# Agent K med pass till evigheten
Agent K med pass till evigheten (engelska: Where the Spies Are) är en brittisk-amerikansk spionkomedi från 1965 i regi av Val Guest. 
Filmen är baserad på James Leasors roman Visum till evigheten.

## Handling
En läkare i Mellanöstern värvas som spion men hans uppdrag försvåras av en kvinnlig dubbelagent.

## Rollista i urval
- David Niven - dr Jason Love
- Françoise Dorléac - Vikki
- John Le Mesurier - MacGillivray
- Cyril Cusack - Rosser
- Eric Pohlmann - Farouk
- Richard Marner - Josef
- Paul Stassino - Simmias
- George Pravda - försteagenten
- Noel Harrison - Jackson
- Nigel Davenport - Parkington
- Geoffrey Bayldon - föreläsaren